# Whitby
Whitby je obmorsko mesto, pristanišče in civilna župnija v Severnem Yorkshiru v Angliji. Je ob obali Yorkshirea ob izlivu reke Esk. Ima pomorsko, mineralno in turistično gospodarstvo. Ribiško pristanišče se je pojavilo v srednjem veku, ko je podpiralo pomembne flote za lov na sled in kite in kjer se je kapitan Cook učil mornarištva in po naključju je bilo tam zgrajeno njegovo prvo plovilo za raziskovanje južnega oceana, HMS Endeavour. Lignit in galun so kopali lokalno, Whitbyjski gagat (trd, svetleč fosilni les), ki so ga kopali Rimljani in Viktorijanci, pa je postal moden v 19. stoletju.
Najzgodnejši zapis o stalni naselbini je leta 656 našega štetja, ko je kot Streanæshealh to bil kraj, kjer je Oswy, krščanski kralj Northumbrije, ustanovil prvo opatijo pod opatinjo Hildo. Leta 664 je tam potekala sinoda v Whitbyju. Leta 867 našega štetja so vikinški plenilci uničili samostan. Mestni East Cliff je dom ruševin opatije Whitby, kjer je živel Cædmon, prvi priznani angleški pesnik. Leta 1078 je bil ustanovljen še en samostan. V tem obdobju je dobilo svoje današnje ime, Whitby ('bela naselbina' v stari norveščini). V naslednjih stoletjih je Whitby deloval kot ribiško naselje, dokler se v 18. stoletju ni razvil kot pristanišče in središče za ladjedelništvo in kitolov, trgovino z lokalno pridobljenim galunom in izdelavo nakita Whitbyjskega lignita. Turizem se je v Whitbyju začel v jurijanskem obdobju in se razvil s prihodom železnice leta 1839.
Privlačnost Whitbyja kot turistične destinacije je okrepljena z bližnjo vzpetino narodnega parka North York Moors in dediščino obale ter povezavo z grozljivim romanom Drakula. Razvaline opatije na vrhu vzhodnega klifa so najstarejša in najvidnejša znamenitost mesta. Druge pomembne značilnosti so nihajni most, ki prečka reko Esk in pristanišče, ki je zaščiteno z vzhodnim in zahodnim pomolom, ki sta zaščitena na seznamu II. Njegovo pomorsko dediščino spominjajo kipi raziskovalca kapitana Cooka in kitolovca ter znanstvenika Williama Scoresbyja ter lok kitove kosti, ki stoji na vrhu Zahodnega klifa. Ima tudi močno literarno tradicijo in se pojavlja v literarnih delih, televiziji in kinematografiji.
Medtem ko kulturna in zgodovinska dediščina Whitbyja prispeva k lokalnemu gospodarstvu, je finančno omejeno zaradi oddaljene lokacije, nenehnih sprememb v ribiški industriji, razmeroma nerazvite prometne infrastrukture ter omejitev razpoložljivega zemljišča in posesti. Posledično ostajajo turizem in nekatere oblike ribolova glavni steber njenega gospodarstva. Je najbližje pristanišče predlaganemu razvoju vetrnih elektrarn v Severnem morju, 76 km od Yorka in 35 km od Middlesbrougha. Obstajajo prometne povezave s preostalim delom severnega Yorkshira in severovzhodne Anglije, predvsem prek nacionalnih železniških povezav do Middlesbrougha in cestnih povezav do Teessidea prek A171 in A174 ter Scarborougha po prvem. Leta 2011 je imelo mesto 13.213 prebivalcev.

## Zgodovina

### Duhovniki in nadlegovanje
Whitby se je v Lindissiju v zapisih iz 7. in 8. stoletja imenoval Streanæshalc, Streneshalc, Streoneshalch, Streoneshalh in Streunes-Alae. Prestebi, iz staronordijskega býr (vas) in presta (duhovnikov), je ime iz 11. stoletja. Njegovo ime je bilo v 12. stoletju zabeleženo kot Hwitebi in Witebi, iz stare nordijščine iz hvítr (bel) in býr (vas), Whitebi v 13. stoletju in Qwiteby v 14. stoletju.
Samostan je v Streanæshealhu leta 657 ustanovil kralj Oswiu ali Oswy iz Northumbrije v zahvalo po porazu Pende, poganskega kralja Mercije. Ob ustanovitvi je bila opatija anglosaški 'dvojni samostan' za moške in ženske. Njegova prva opatinja, kraljeva princesa Hild, je bila kasneje čaščena kot svetnica. Opatija je postala središče učenja in tukaj se je pastir Cædmon »čudežno« spremenil v navdihnjenega pesnika, čigar poezija je zgled anglosaške literature. Opatija je postala vodilni kraljevski samostan v kraljestvu Deira in pokopališče njegove kraljeve družine. Sinoda v Whitbyju leta 664 je v Northumbriji določila rimski datum velike noči na račun keltskega.
Samostan je bil uničen med letoma 867 in 870 v nizu napadov Vikingov z Danske pod njihovima voditeljema Ingvarjem in Ubbo. Njegovo mesto je ostalo pusto več kot 200 let do normanske osvojitve Anglije leta 1066. Po osvajanju je bilo območje podeljeno Williamu de Percyju, ki je leta 1078 podaril zemljo za ustanovitev benediktinskega samostana, posvečenega sv. Petru in sv. Hildi. Darilo Williama de Percyja je vključevalo zemljo za samostan, mesto in pristanišče Whitby ter cerkev sv. Marije in odvisne kapele v Fylingu, Hawskerju, Sneatonu, Ugglebarnbyju, Dunsleyju in Aislabyju, pet mlinov, vključno z Ruswarpom, Hacknessom z dvema mlinoma in dvema cerkvama.
Ko je bila leta 1086 sestavljena Domesday Book, je bilo zabeleženo, da je Whitby delno odpadek in majhna naselbina, ki leži znotraj Langbaurgh wapentake v Yorkshiru. Nadaljnje podrobnosti razkrivajo stanje gospodarskega in kmetijskega upada Whitbyja (če ga primerjamo z njegovim stanjem pred osvajanjem pod Earlom Siwardom), ki je bil posledica plenjenja vojske Viljema Osvajalca med Harrying of the North v letih 1069-70. 
Približno leta 1128 je Henrik I. Angleški podelil samostanu v Whitbyju dovoljenje za sejem ob prazniku svete Hilde 25. avgusta. Drugi sejem je potekal blizu zimske pojedine svete Hilde na martinovanje. 

### Mast, Cook in ukinitev
Opatija Whitby se je predala decembra 1539, ko je Henrik VIII. razpustil samostane. Do leta 1540 je imelo mesto med 20 in 30 hiš in približno 200 prebivalcev. Meščani, ki so bili pod opatijo malo neodvisni, so po razpustitvi samostanov skušali pridobiti samoupravo. Kralj je ukazal sestaviti pisemski patent, ki je ugodil njihovim zahtevam, vendar ni bil izveden. Leta 1550 je bila posest Whitby Stranda, razen Hacknessa, podeljena grofu Warwickskemu, ki jo je leta 1551 prenesel na sira Johna Yorka in njegovo ženo Anne, ki sta prodala najemno pravico Cholmleyjevim. V času vladavine Elizabete I. je bil Whitby majhno ribiško pristanišče. Leta 1635 so lastniki upravljali pristanišče in mesto, kjer je imelo 24 meščanov privilegij kupovati in prodajati blago, pripeljano po morju. Meščanska posest se je nadaljevala do leta 1837, ko je bila z aktom parlamenta upravljanje mesta zaupano odboru komisarjev za izboljšanje, ki so ga izvolili plačniki.
Ob koncu 16. stoletja je Thomas Chaloner obiskal tovarne galuna v Papeški državi, kjer je opazil, da je bila obdelana kamnina podobna tisti pod njegovim posestvom Guisborough. Takrat je bil galun pomemben za uporabo v medicini, za sušenje usnja in za fiksiranje barvanih tkanin, Papeška država in Španija pa sta ohranili monopol nad njegovo proizvodnjo in prodajo. Chaloner je skrivaj pripeljal delavce za razvoj industrije v Yorkshiru, galun pa so proizvajali blizu Sandsend Nessa 5 km od Whitbyja v času vladavine Jakoba I.. Ko je bila industrija ustanovljena, je bil uvoz prepovedan in čeprav so bile metode njegove proizvodnje težavne, je Anglija postala samozadostna. Whitby je močno zrasel kot pristanišče zaradi trgovine z galunom in uvoza premoga iz premogovniškega polja Durham za predelavo.
Whitby je rasel v velikosti in bogastvu ter razširil svoje dejavnosti na ladjedelništvo z uporabo lokalnega hrastovega lesa. V letih 1790–91 je Whitby zgradil 11.754 ton ladij, s čimer je postal tretji največji ladjedelničar v Angliji, za Londonom in Newcastlom. Davki na uvoz v pristanišče so zbirali denar za izboljšanje in razširitev mestnih pomolov, izboljšanje pristanišča in omogočanje nadaljnjega povečanja trgovine. Leta 1753 je prva kitolovska ladja odplula proti Grenlandiji in do leta 1795 je Whitby postal glavno kitolovsko pristanišče. Najuspešnejše leto je bilo 1814, ko je osem ladij ulovilo 172 kitov, kitolovka Resolution pa je proizvedla 230 ton olja. Trupi so prinesli 42 ton kitove kosti, uporabljene za 'ostanke', ki so jih uporabljali v trgovini s stezniki, dokler modne spremembe niso naredile odveč. Mast so kuhali za proizvodnjo olja za uporabo v svetilkah v štirih oljarnah ob pristanišču. Olje se je uporabljalalo za ulično razsvetljavo, dokler širjenje plinske razsvetljave ni zmanjšalo povpraševanja in se je Whitby Whale Oil and Gas Company spremenila v Whitby Coal and Gas Company. Ker je trg za izdelke iz kitov upadel, je ulov postal premajhen, da bi bil ekonomičen, in do leta 1831 je ostala samo ena kitolovska ladja, Phoenix.
Whitby je imel koristi od trgovine med premogovnikom v Newcastlu in Londonom, tako z gradnjo ladij kot z zagotavljanjem prevoza. V svoji mladosti se je raziskovalec James Cook naučil svojega poklica  rudarja, ki so tovorili premog iz pristanišča. HMS Endeavour, ladjo, ki ji je Cook poveljeval na svojem potovanju v Avstralijo in Novo Zelandijo, je leta 1764 v Whitbyju zgradil Tomas Fishburn kot ladjo za prevoz premoga z imenom Earl of Pembroke. Leta 1768 jo je kupila kraljeva mornarica, jo predelala in preimenovala.
Whitby se je razvil kot zdraviliško mesto v jurijevskih časih, ko so bili trije vrelci železove vode povpraševani po svojih zdravilnih in toničnih lastnostih. Obiskovalce je pritegnilo mesto, kar je vodilo do gradnje prenočišč in hotelov, zlasti na West Cliffu.

### Železnica in letalo
Leta 1839 je bila zgrajena železnica Whitby and Pickering, ki povezuje Whitby s Pickeringom in sčasoma z Yorkom, in je imela vlogo pri razvoju mesta kot turistične destinacije. George Hudson, ki je promoviral povezavo z Yorkom, je bil odgovoren za razvoj Royal Crescent, ki je bil delno dokončan. 12 let od leta 1847 je bil Robert Stephenson, sin Georgea Stephensona, inženirja železnice Whitby and Pickering, konservativni poslanec v mestu, ki ga je Hudson promoviral kot kolega protekcionist.[25]
Črni mineraloidni gagat, stisnjeni ostanki prednikov araukarije (Araucaria araucana), najdemo v pečinah in na barju in se že od bronaste dobe uporablja za izdelavo kroglic. Znano je, da so ga Rimljani kopali na tem območju. V viktorijanskih časih je gagat v Whitby pripeljal tovorni poni, da bi iz njega naredili okrasne predmete. Na vrhuncu priljubljenosti je bil sredi 19. stoletja, ko ga je kraljica Viktorija Britanska po smrti princa Alberta izbrala za žalni nakit.
Pojav železnih ladij v poznem 19. stoletju in razvoj pristaniških zmogljivosti na reki Tees sta povzročila propad manjših pristanišč v Yorkshiru. Monks-haven, ki so ga splovili leta 1871, je bila zadnja lesena ladja, zgrajena v Whitbyju, leto kasneje pa je bilo pristanišče zasuto z muljem.

### 20. stoletje
30. oktobra 1914 je bila bolnišnična ladja Rohilla potopljena, pri čemer je trčila ob skale v vidnem polju ob obali tik ob Whitbyju v zalivu Saltwick. Od 229 ljudi na krovu jih je 85 umrlo v nesreči; večina jih je pokopanih na cerkvenem pokopališču v Whitbyju.
V napadu na Scarborough, Hartlepool in Whitby decembra 1914 so mesto obstreljevale nemške bojne križarke Von der Tann in Derfflinger. V končnem napadu na obalo Yorkshira so ladje svoje topove usmerile proti signalnemu stebru na koncu rta. V napadu, ki je trajal deset minut, je opatija Whitby utrpela precejšnjo škodo. Nemška eskadrilja, odgovorna za napad, je kljub poskusom kraljeve mornarice pobegnila.
V zgodnjem 20. stoletju je ribiška flota ohranjala pristanišče v funkciji, a ga je uporabljalo malo tovornih ladij. Revitaliziran je bil zaradi stavke v dokih Hull leta 1955, ko je bilo šest ladij preusmerjenih in raztovorjenih svoj tovor na ribji pomol. Endeavour Wharf, blizu železniške postaje, je leta 1964 odprl lokalni svet. Število ladij, ki so uporabljale pristanišče leta 1972, je bilo 291, kar se je povečalo s 64 leta 1964. Uvažajo se les, papir in kemikalije, izvoz pa vključuje jeklo, opeko za peči in vrata. Pristanišče je v lasti in upravljanju okrožnega sveta Scarborough, odkar so pristaniški komisarji leta 1905 opustili odgovornost.
Leta 1979 so začeli graditi marino s poglabljanjem zgornjega pristanišča in polaganjem pontona. Lahka industrija in parkirišča zavzemajo sosednje zemljišče. Več pontonov je bilo dokončanih v letih 1991 in 1995. Center Whitby Marina Facilities Center je bil odprt junija 2010.

## Geografija
Whitby je na vzhodni obali Yorkshira obrnjen proti Severnemu morju v globoki dolini ob izlivu reke Esk. To je bila premostitvena točka vsaj od srednjega veka in več mostov se je prepletalo čez reko. Sedanji most, zgrajen leta 1908, je nihajni most z razponom 23 m, ki ločuje zgornje in spodnje pristanišče, ki ima skupno površino približno 32,40 ha. Hiše so zgrajene iz opeke ali kamna, pogosto z rdečimi strehami, v ozkih, strmih ulicah, na obeh straneh reke.
Mesto je na kopnem obdano z močvirjem narodnega parka North York Moors, na morski strani pa meji na Severno morje. Obalna območja so označena kot del obale North Yorkshire in Cleveland Heritage Coast. Pristanišče in ustje reke Esk sta na geološki prelomnici. Na vzhodni strani je pečina visoka 57 m in je sestavljena iz izmenjujočih se plasti skrilavca, peščenjaka in gline. Na zahodni strani je pečina veliko nižja in ima globoko prevleko iz balvanske gline nad podlago iz peščenjaka, zaradi česar je manj stabilna in dovzetna za zdrs. Obe pečini precej hitro erodirata.

### Fosili in kačji kamni
Mesto je obalni odsek, znan kot Obala dinozavrov ali Obala fosilov, območje je dolgo približno 56 km in se razteza od Staithesa na severu in jugu do Flamborougha. V Whitbyju so na plaži vidni odtisi stopal dinozavrov. Plasti kamnin vsebujejo fosile in organske ostanke, vključno z gagatom. Fosili vključujejo okamenele kosti skoraj popolnega krokodila in primerek pleziozavra, ki meri 4,72 m v dolžino in 2,57 m v širino, odkrit leta 1841. Muzej Rotunda v Scarboroughu ima obsežno zbirko fosilov s tega območja.
Manjši fosili vključujejo številne vrste amonitov ali 'kačjih kamnov' iz formacije Whitby Mudstone (alum Shale Member) in navtiloidov Whitby Scar v nižjih slojih slojev liasa. Mestna folklora (podobna Keynshamovi v Somersetu) pravi, da so bili fosili nekoč žive kače, ki so bile pogoste na tem območju. To je bilo do 7. stoletja našega štetja, ko je morala anglosaška opatinja sv. Hilda iz Whitbyja (614–680) najprej rešiti regijo kač. To je storila z urokom, ki jih je spremenil v kamen in jih nato vrgel z vrhov pečine.
Lokalni zbiralci in trgovci s fosili so pogosto izrezovali glave na amonite, da bi povečali zanimivost in izboljšali prodajo. Od leta 1935 grb Whitbyja zaradi tega folklora vključuje tri kačje kamne. Rod amonita Hildoceras je poimenovan v čast svete Hilde.

## Znamenitosti
Nihajni most, ki prečka Esk, deli zgornje in spodnje pristanišče ter povezuje vzhodno in zahodno stran mesta. Whitby se je razvil kot pomembna premostitvena točka reke Esk in leta 1351 je bilo izdano dovoljenje za plačevanje cestnin na mostu za njegovo vzdrževanje. Leta 1609 je bila naročena raziskava za nov most, leta 1628 pa je bil opisan kot dvižni most, kjer so ljudje dvignili deske, da so plovila prepeljala, in pobirali cestnino. Stebri mostu so bili ponovno zgrajeni iz kamna po ceni 3000 GBP leta 1766. To konstrukcijo je med letoma 1833 in 1835 nadomestil štiriločni most, en lok iz litega železa je bil zasučen, da je omogočil prehod plovilom. Ta most je bil med letoma 1908 in 1909 nadomeščen s sedanjim električnim nihajnim mostom.
Most je omogočil, da se je mesto razširilo na zahodni breg, medtem ko na vzhodnem bregu, Haggerlythe, dominirajo cerkev sv. Marije in ruševine opatije Whitby, ki je v lasti English Heritage. Cerkev sv. Marije je zaščitena stavba I. stopnje na mestu saške cerkve. Starodavni temelji cerkve so iz 12. stoletja. Sčasoma je bila obsežno spremenjena in povečana, vendar je ohranila več funkcij, vključno s klopmi. East Cliff je po cesti precej oddaljen od cerkve, alternativa je vzpon po 199 stopnicah "Cerkvenih stopnic" ali uporaba pešpoti, imenovane Caedmon's Trod. Kamnite stopnice, ki so nadomestile prvotne lesene stopnice, so bile zgrajene pred približno 200 leti in prenovljene med letoma 2005 in 2006. Na vrhu pečine so podesti, ki so prvotno pomagali nosilcem krste na poti do pokopališča.
Pristanišče je zaščiteno z vzhodnim in zahodnim pomolom, ki imata vsak svetilnik. Zahodni svetilnik iz leta 1831 je višji s 25,5 m, vzhodni svetilnik, zgrajen leta 1855, pa je visok 16,5 m. Na zahodnem podaljšku pomola je sirena za meglo, ki se v megli oglasi vsakih 30 sekund. Leta 2011 so bile na stolpe svetilnikov nameščene nove luči. Svetilnik Whitby, ki ga upravlja Trinity House, je jugovzhodno od mesta na hribu Ling.
Na West Cliffu je kip kapitana Jamesa Cooka, ki je služil vajeništvo v mestu in lok kitove kosti, ki spominja na kitolovsko industrijo. Gre za drugi tak lok, izvirnik je ohranjen v Whitby Archives Heritage Centre. Ob notranjem pristanišču je kip v spomin na Williama Scoresbyja starejšega (očeta Williama Scoresbyja ml.), oblikovalca vranjega gnezda.
Na obrobju mesta na zahodu je grad Sneaton iz 19. stoletja, ki ga je zgradil James Wilson, ki je prodal svojo plantažo sladkorja, kjer je imel več kot 200 sužnjev, in se preselil v Whitby. Zraven je samostan sv. Hilde, matična hiša reda svetega Tolažnika. Grad je bil uporabljen kot šola, zdaj pa je konferenčni center in hotel v povezavi s samostanom.